# آلن کرومپتون
آلن کرومپتون (انگلیسی: Alan Crompton؛ زادهٔ ۶ مارس ۱۹۵۸) بازیکن فوتبال اهل بریتانیا است.
از باشگاه‌هایی که در آن بازی کرده‌است می‌توان به باشگاه فوتبال ویگان اتلتیک، باشگاه فوتبال بلکبرن روورز، و باشگاه فوتبال ساندرلند اشاره کرد.